# Chiesa della Santissima Trinità (Gromo)
La chiesa della Santissima Trinità è un luogo di culto cattolico di Gromo, in provincia di Bergamo, situato nella frazione Ripa Alta. La chiesa è sussidiaria della parrocchiale di San Giacomo e San Vincenzo di Gromo, della diocesi di Bergamo.

## Storia
Nel 1527 Andriolo de Burlandis espresse la volontà di erigere una chiesa intitolata alla Santissima Trinità nella frazione delle Ripa, località detta Burlandis e Mascheri, donando il legato di un ducato d'oro. Probabilmente la costruzione dell'oratorio ebbe inizio nel medesimo anno. 

Le pitture a fresco furono realizzate nel XVII secolo a opera di ignoti. Nel 2005 l'edificio ebbe bisogno di un restauro conservativo con il rifacimento della copertura lignea.

## Descrizione

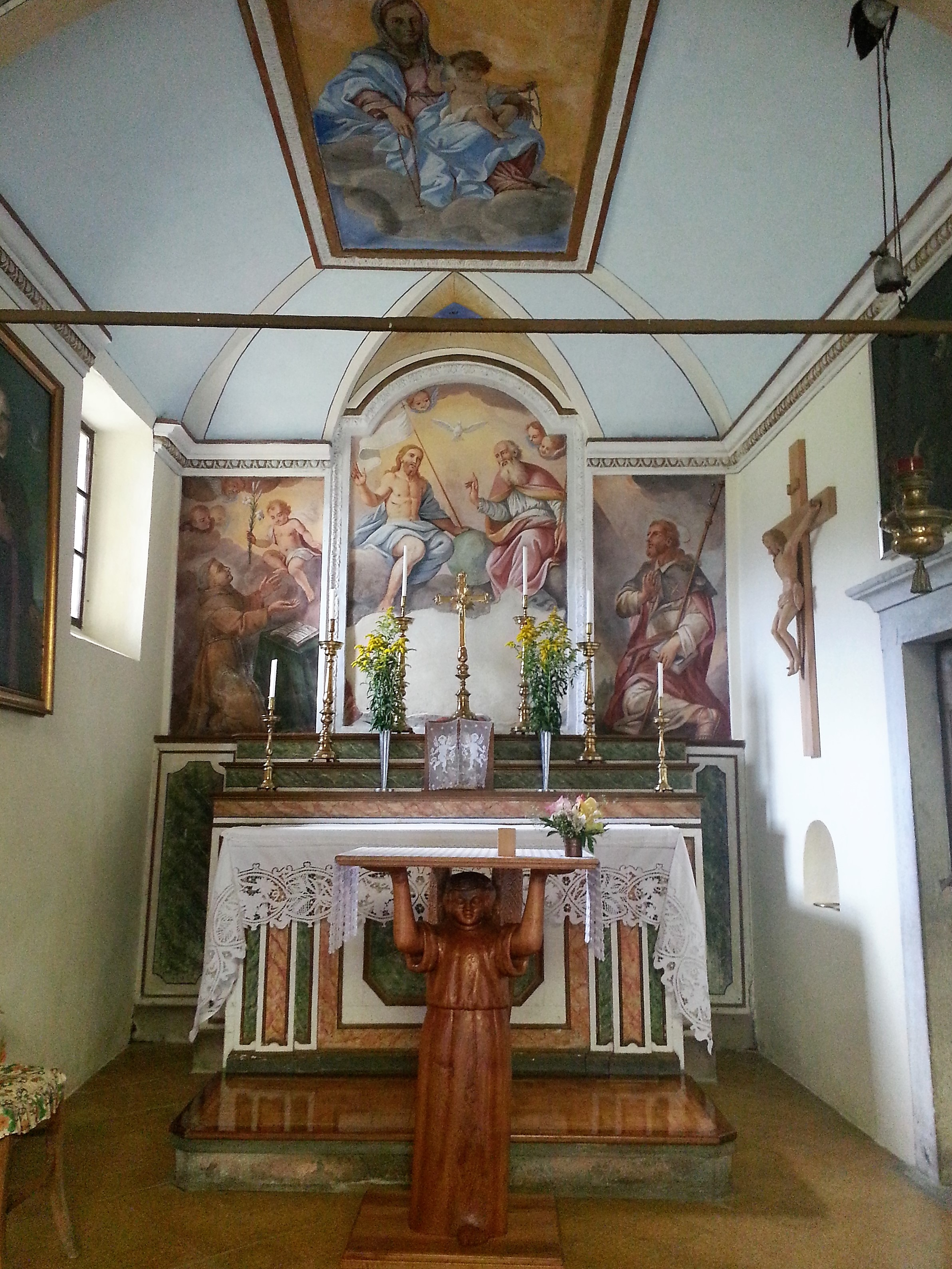
Chiesa della Santissima Trinità località Ripa alta interno

### Esterno
Anticamente serviva un'ora agli abitanti della frazione della Ripa alta, per raggiungere la chiesa parrocchiale di Gromo, attraverso l'antica mulattiera che la collegava al capoluogo, e che conduce all'ingresso dell'oratorio.  L'edificio di piccole dimensioni, ha la facciata a capanna rivolta a est con la gronda del tetto molto sporgente a due spioventi, per permettere ai fedeli che volevano partecipare ai riti liturgici di avere un riparo esterno.
La chiesa è in muratura a vista con il tetto avente la copertura in tegole d'ardesia (piöde in dialetto bergamasco).

L'ingresso è preceduto da quattro gradini irregolari e ha il contorno in pietra di vivo sagomato, con due aperture laterali rettangolari con inferriate.

### Interno
L'interno a unica navata di piccole dimensioni, conserva come pala d'altare sul presbiterio il dipinto su tela, risalente al XVIII secolo di autore anonimo, raffigurante la Santissima Trinità, e a fianco le immagini raffiguranti i santi Giovanni Apostolo il maggiore, patrono della parrocchia, e sant'Antonio da Padova. Il nuovo altare liturgico volto verso l'aula, è stato posto alla fine del XX secolo ed è opera lignea dello scultore locale Luigi Visini.